# Rothamsted Research

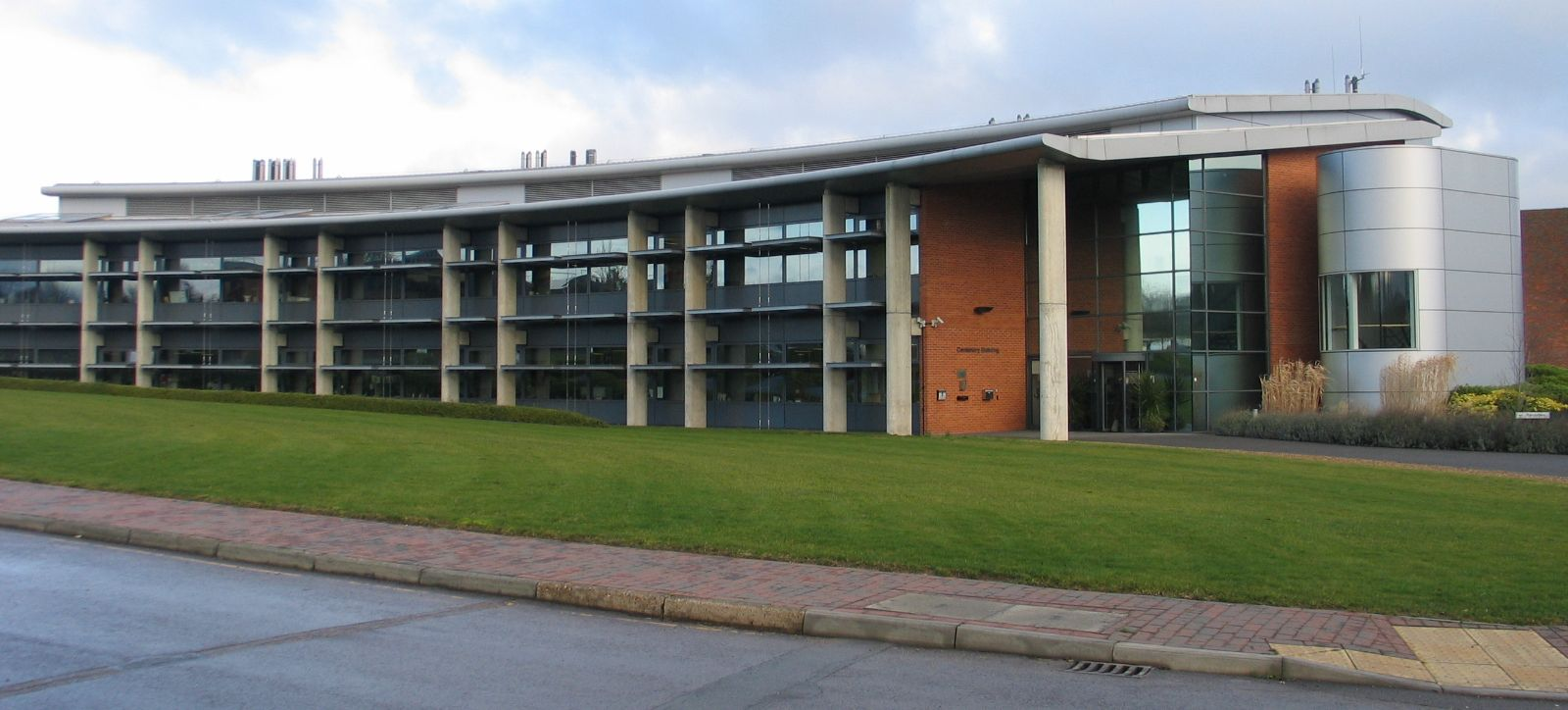
Das 2003 eröffnete Centenary Building, in dem mehr als zwei Drittel der Wissenschaftler von Rothamsted arbeiten.

Rothamsted Research (früher Rothamsted Experimental Station) ist das größte Agrarforschungsinstitut des Vereinigten Königreichs und gleichzeitig das älteste weltweit. Es befindet sich auf dem Anwesen von Rothamsted Manor in Harpenden (Hertfordshire) und hat über 420 Mitarbeiter. Direktor des Instituts ist seit Juni 2014 Achim Dobermann.

## Geschichte
John Bennet Lawes, der damalige Besitzer des der Ländereien von Rothamsted begann zusammen mit dem Chemiker Joseph Henry Gilbert 1843 eine Reihe von Experimenten, um den Effekt von organischen und anorganischen Düngemitteln auf die Erträge zu untersuchen. Lawes hatte 1842 die erste Düngemittelfabrik eröffnet. Die Zusammenarbeit zwischen Lawes und Gilbert bestand 57 Jahre. Bis etwa 1900 hatten sich erhebliche Datenmengen aus den Experimenten angesammelt, die einer fundierten statistischen Analyse bedurften. Daher wurde die Statistik in Rothamsted vorangetrieben, unter anderem war Ronald Fisher seit 1919 in Rothamsted tätig.
Rothamsted lieferte viele agrarwissenschaftliche Beiträge, unter anderem zu Pyrethroiden (Michael Elliott), Virologie (Isolation des Tabakmosaikvirus durch Frederick Bawden und Norman Pirie u. a.), Nematologie, Bodenwissenschaft und Resistenz gegen Pestizide.

## Forschungsziele
Die Forschungsziele von Rothamsted Research sind:
- Verbesserung von Nutzpflanzen und nachhaltigen Produktionssystemen
- Entwicklung umweltfreundlicher Bewirtschaftungspraktiken
- Anpassung an die Folgen der globalen Erwärmung für die Landwirtschaft
- Entwicklung von Praktiken und Produkten zur Reduktion der Treibhausgasemissionen
- Verbesserung der Bodenfruchtbarkeit
- Nutzung von Pflanzen als Nachwachsende Rohstoffe
- Erhalt und Nutzung der Biodiversität
- Erhöhen des gesellschaftlichen Vertrauens in die Agrar- und Umweltwissenschaften